# Guido Pera
Guido Pera (all'anagrafe Guido Umberto Mario Pera) (Cascina, 12 agosto 1891 – Pisa, 29 marzo 1975) è stato un calciatore italiano, di ruolo centrocampista.

## Carriera
Giocò come mezzala nel Pisa fino al 1912 quando si trasferì al Bologna dove rimase per tre anni. Nel 1915 passò al Forza e Coraggio di Milano.
In seguito tornò al Pisa con cui sfiorò lo scudetto nella Prima Categoria 1920-1921 disputando 13 partite e segnando una rete. Complessivamente coi nerazzurri pisani disputò 41 partite segnando 9 reti.